# کاغذ حرارتی

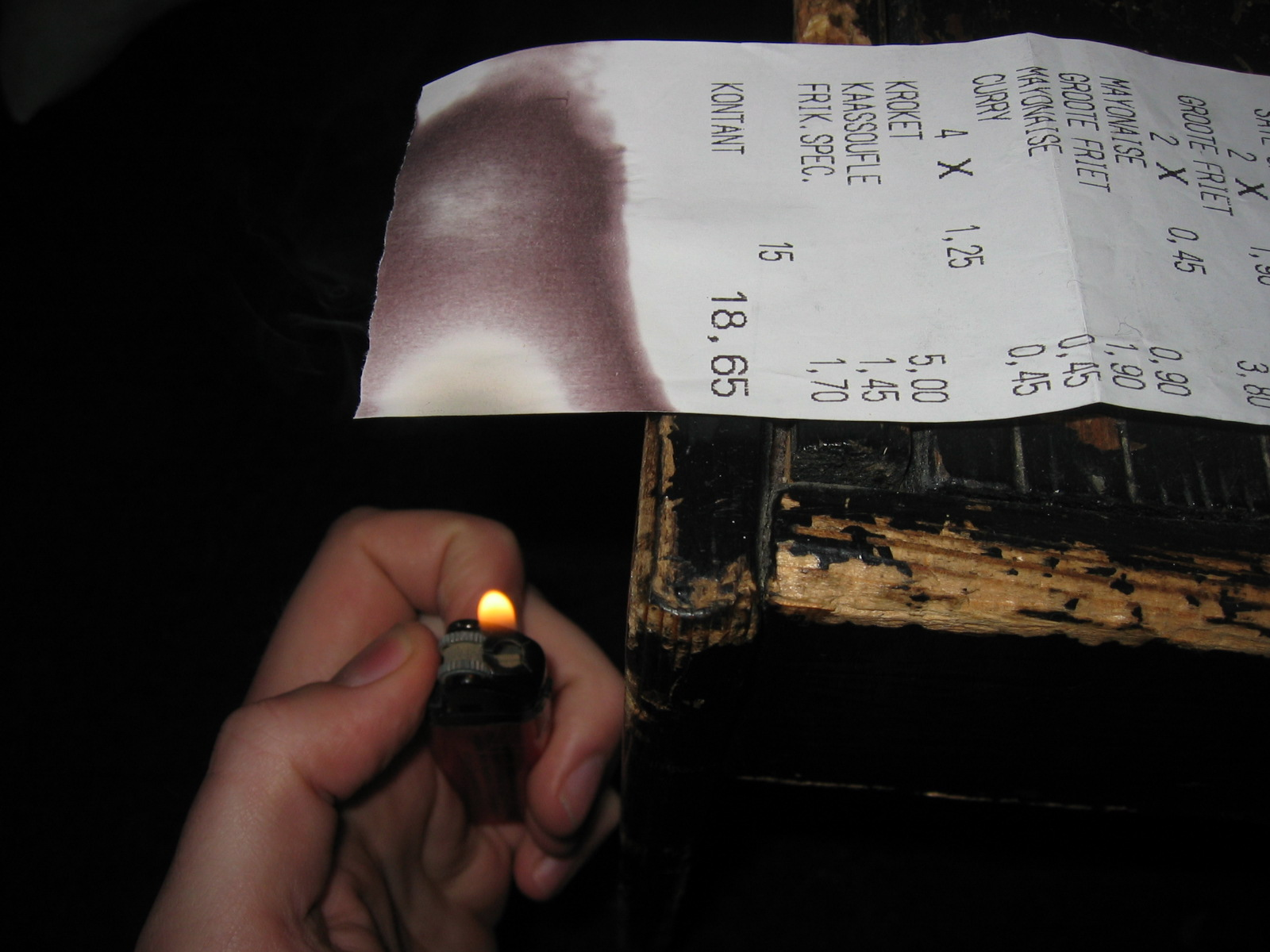
منبع حرارتی نزدیک کاغذ حرارتی، رنگ آن را تغییر می‌دهد.

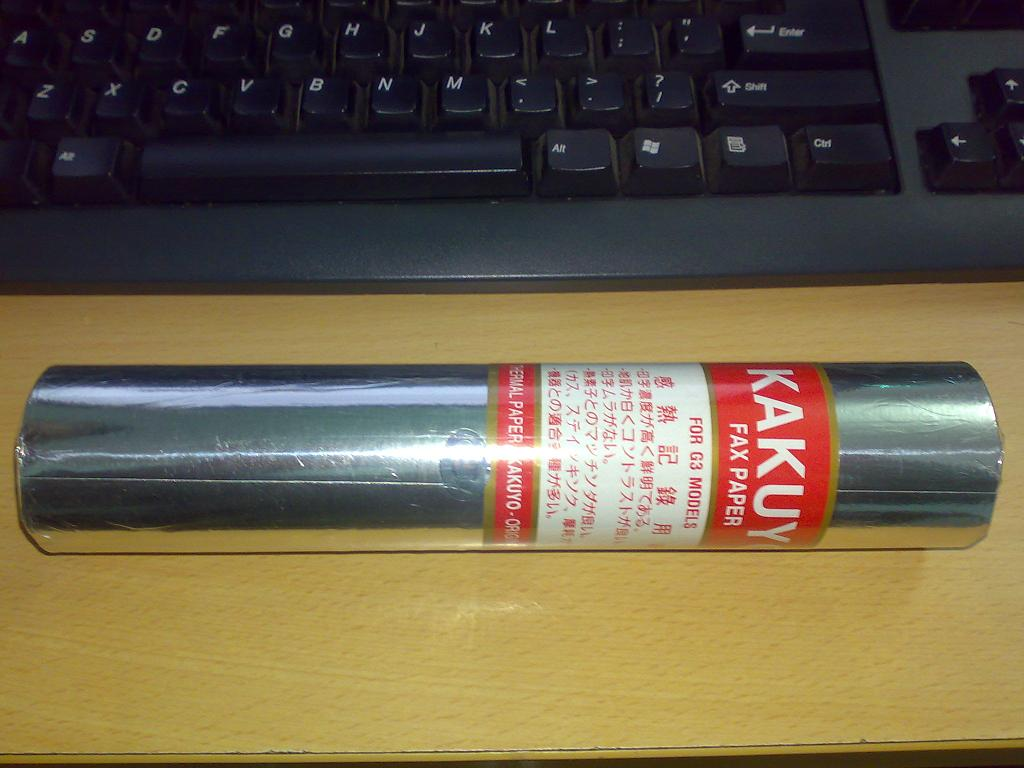
رول کاغذ برای دستگاه فکس حرارتی

کاغذ حرارتی نوعی کاغذ مرغوب ویژه است که با یک ماده شیمیایی (که در گذشته معمولاً شامل بیسفنول ای بود) پوشانده می‌شود. هنگامی که این پوشش در معرض گرما قرار گیرد، رنگ کاغذ را تغییر می‌دهد. این کاغذ در چاپ حرارتی به‌ویژه برای دستگاه‌های ارزان و سبک مانند صندوق و کارت‌خوان پردازه به کار می‌رود.
سطح کاغذ با مخلوط جامدی از رنگ و آرایه مناسب پوشانده می‌شود. این آرایه ترکیبی از موادی با رنگ متغیر مانند فلوئوران است. هنگامی که آرایه تا بالاتر از دمای ذوب خود گرما ببیند، رنگ با اسید واکنش نشان می‌دهد و از حالت بی‌رنگ به شکل رنگی تغییر می‌یابد. این تغییر مدتی پایدار می‌ماند تا این که آرایه دوباره به شکل جامد خود بازگردد. معمولاً اسید واکنش دهنده در کاغذ حرارتی، بیسفنول ای است.
معمولاً پوشش در معرض گرما به رنگ سیاه در می‌آید؛ ولی گاهی آبی و قرمز نیز به کار می‌روند.

## بهداشت و نگرانی‌های زیست‌محیطی
برخی از کاغذهای حرارتی پوشانده می‌شوند با BPA، یک ماده شیمیایی که برای غدد درون ریز مضر محسوب می‌شود. این ماده می‌تواند کاغذ بازیافتی را آلوده کند. (از طریق مخلوط شدن با کاغذ غیر حرارتی معمولی در طی فرایند بازیافت کاغذ) BPA می‌تواند به آسانی به مقدار کم به پوست انتقال یابد:
هنگام به دست گرفتن یک رسید از جنس کاغذ چاپ حرارتی
به مدت پنج ثانیه، تقریباً ۱ میکروگرم BPA(0.2-0.6 میکروگرم) به انگشت اشاره و انگشت میانی منتقل می‌شود تنها درصورتی که پوست خشک باشد و حتی حدود ده برابر آلودگی بیشتر از این اگر این انگشتان مرطوب یا بسیار چرب باشد. مقدار سرایت در افرادی که مکرراً در معرض کاغذ چاپگر حرارتی به مدت ۱۰ ساعت در روز قرار گرفتند، همانند یک مسئول صندوق فروش، می‌تواند به ۷۱ میکروگرم در روز برسد که حدود ۴۲
برابر مقدار قابل تحمل روزانه است.
ماده شیمیایی بیسفنول آ (BPA) برای پوشش‌های کاغذ حرارتی به دلیل ویژگی ثبات و مقاومت در برابر حرارت آن استفاده می‌شود. این مورد چاپ بدون جوهر را در رسیدهای صندوق پول نقد، ممکن می‌سازد. افرادی که اغلب اوقات با رسیدهای پوشش داده شده با BPA در تماس هستند، دارای سطح بالاتری از BPA در بدنشان نسبت به افرادی هستند که تماس متوسط دارند؛ بنابراین نیویورک، شهرستان Suffolk قطعنامه‌ای را برای ممنوعیت استفاده BPA در رسیدهای کاغذ حرارتی، امضا کرد. نقض این قانون جدید، «قانون لغو خرید امن تر»، شامل یک جریمه۵۰۰ دلاری است. این قانون از تاریخ ۳ ژانویه ۲۰۱۴ اجرایی شد.